# 플로이드 레드 크로 웨스터먼
플로이드 레드 크로 웨스터먼(Floyd Red Crow Westerman, 1936년 8월 17일 ~ 2007년 12월 13일)는 미국의 배우이다.